# Goniurosaurus sinensis
Goniurosaurus sinensis — вид геконоподібних ящірок родини еублефарових (Eublepharidae). Ендемік Китаю. Описаний у 2019 році.

## Поширення і екологія
Goniurosaurus sinensis мешкають в горах на заході і в центрі острова Хайнань. Вони живуть у вологих тропічних лісах.